# Коломицы
Коломицы (укр. Коломиці) — село в Драбовском районе Черкасской области Украины.
Население по переписи 2001 года составляло 792 человека. Занимает площадь 4,465 км². Почтовый индекс — 19824. Телефонный код — 4738.

## Местный совет
19824, Черкасская обл., Драбовский р-н, с. Коломицы